# Commerce (Teksas)
Commerce je grad u američkoj saveznoj državi Teksas. Prema popisu stanovništva iz 2010. u njemu je živjelo 8.078 stanovnika.